# Finska armen

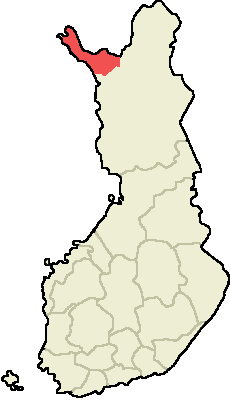
Enontekis kommun i den Finska armen.

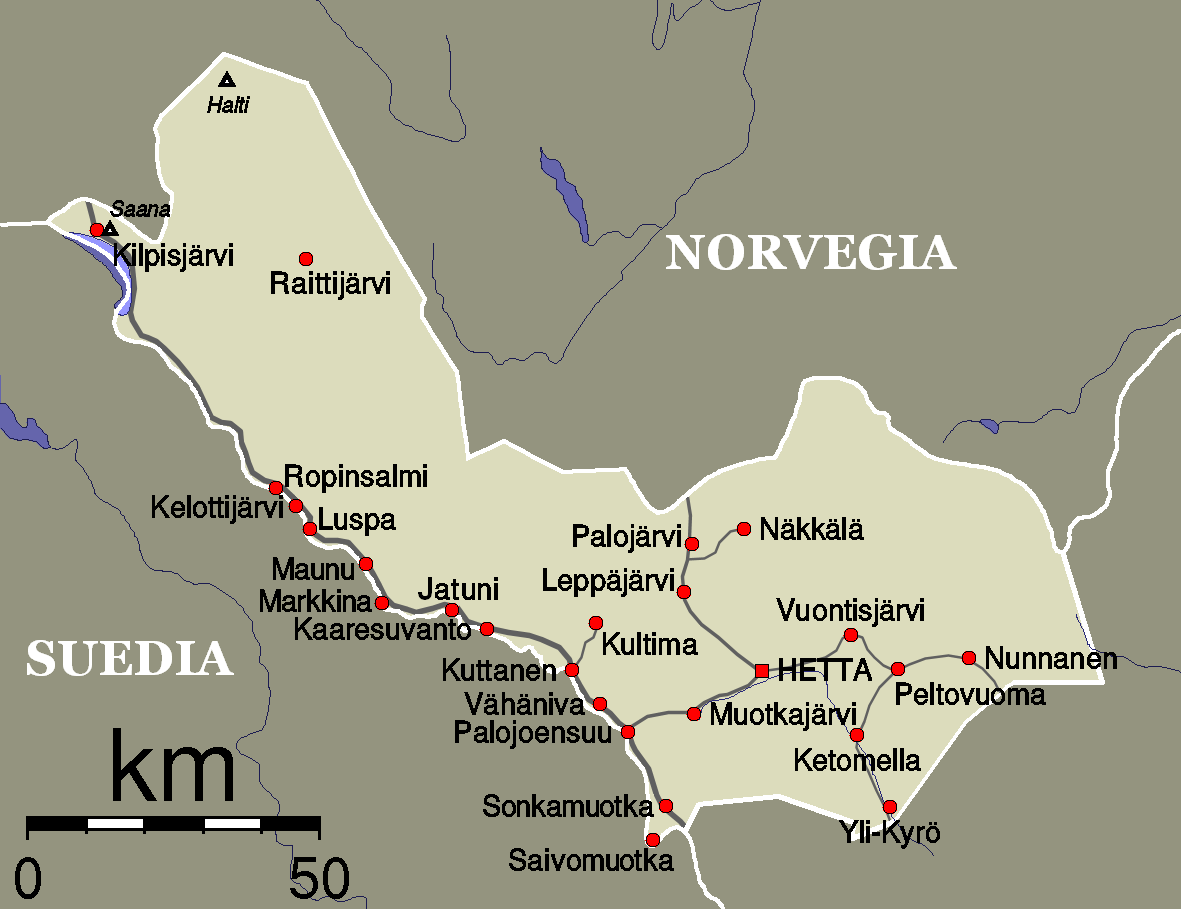
Enontekis på en karta med baskisk text.

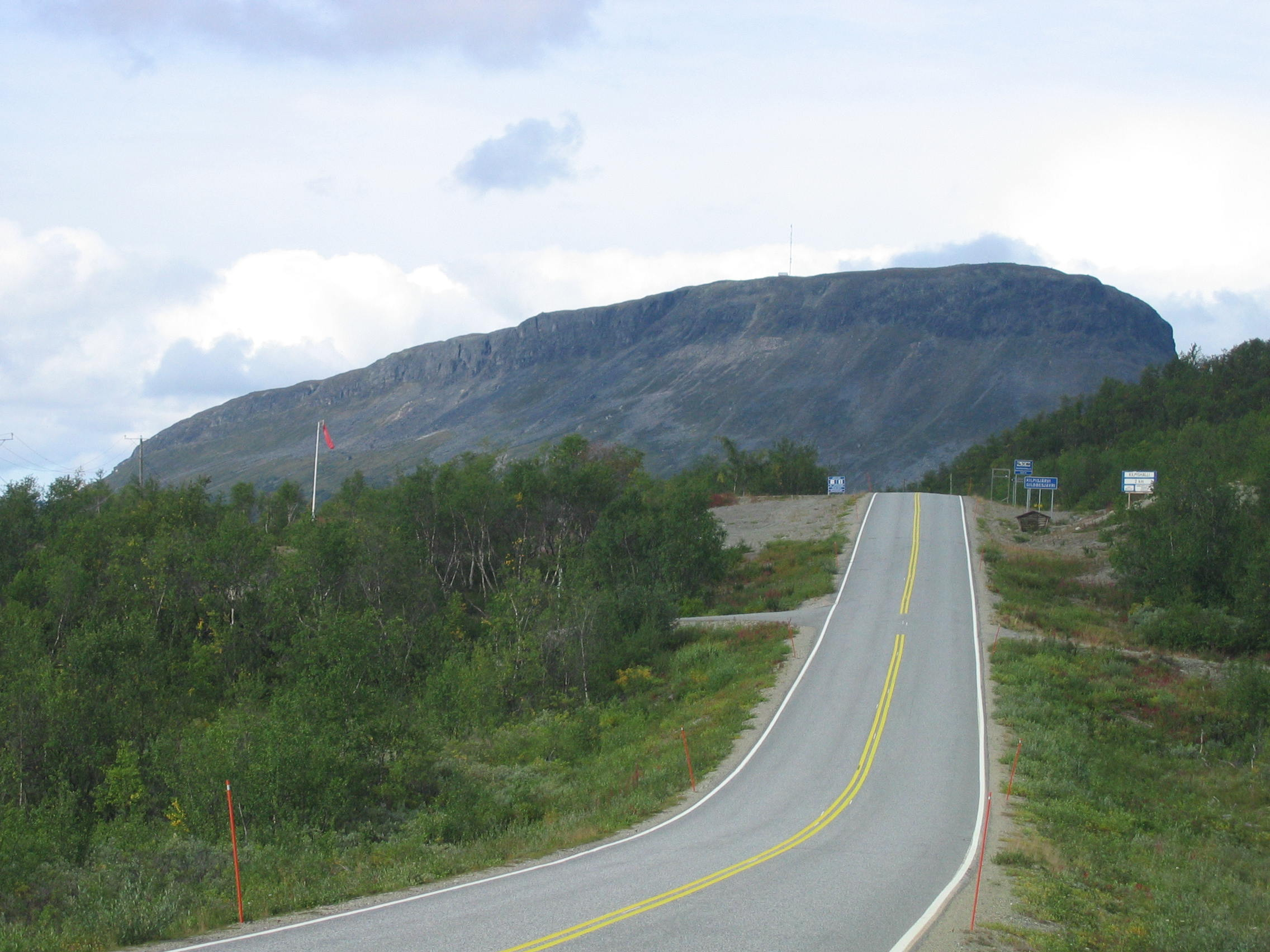
Riksväg 21 (en del av Europaväg E8) passerar genom Armen nära den finska sidan, nära gränsen mellan Finland och Sverige. I bakgrunden Saana.

Finska armen, även kallat Lapska armen, omfattar det utskjutande område som utgör den nordvästligaste delen av Finland, i Enontekis kommun i Lappland.
Fjället Saana invid Kilpisjärvi i väster och ett tjugotal övriga i Lapska armens ödemarksområde i norr är de enda finska fjäll som når över tusen meter över havet.

## Naturreservat och ödemarksområden

### Malla naturreservat
I Finska armens västra hörn finns Malla naturreservat på 31 km², första gången fredat 1916, då Finland ännu hörde till det ryska imperiet, och naturreservat sedan 1938. Vandringsleden mellan Kilpisjärvi by och Treriksröset går över Malla-fjällen, som reser sig från sjön Kilpisjärvis strand. Nordkalottleden, från Kvikkjokk via Kilpisjärvi till Kautokeino följer denna led en bit.

### Ödemarksområden
Tre ödemarksområden finns i Lapska armen:
- Lapska armens ödemarksområde, mot Norge i den nordligaste delen av armen
- Pöyrisjärvi ödemarksområde, mot Norge i den östra delen av armen
- Tarvantovaara ödemarksområde, mot Norge i den centrala delen av armen

Dessutom finns Pallas-Ounastunturi nationalpark delvis i Finska armen, Pulju ödemarksområde och Lemmenjoki nationalpark strax öster och Øvre Anarjohka nationalpark strax norr om den.
Ödemarksområdet Lapska armen är det näststörsta (2206 km²) och mest besökta ödemarksområdet i Finland. Raittijärvi lappby har ännu åretruntboende invånare.
Pöyrisjärvi ödemarksområde gränsar till Øvre Anarjohka nasjonalpark. Området har traditionellt varit viktiga fiske-, jakt- och renskötselområden. Kalkujärvi och Pöyrisjärvi lappbyar ligger i området, med bosättning en del av året.
Naturförfattaren Yrjö Kokko skrev sin bok Sångsvanens land (1950) efter att ha sett svanar häcka i Tarvantovaara-området. Boken ledde till att sångsvanen fredades.